# João da Silva Correia (Schriftsteller)

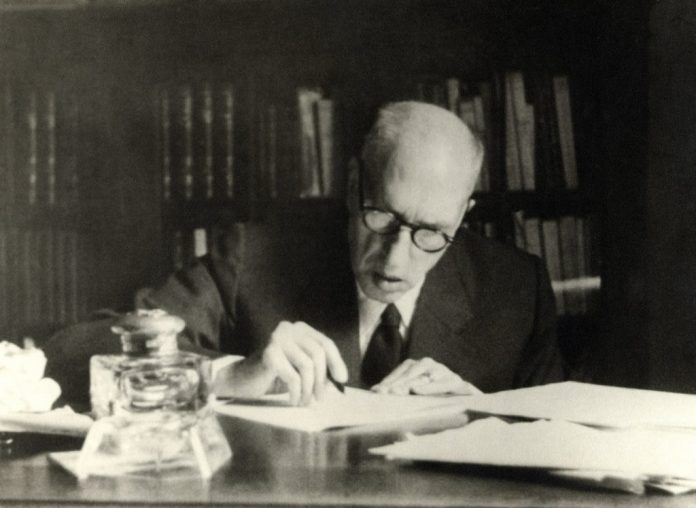
João da Silva Correia (1968)

João da Silva Correia  (* 7. November 1896 in São João da Madeira; † 17. Mai 1973 ebenda) war ein portugiesischer Schriftsteller und Journalist.

## Leben und Werk
Correia war freischaffender Kaufmann. Er arbeitete journalistisch und publizierte fünf Bände Prosa, die von seiner Heimatstadt São João da Madeira neu verlegt wurden. In São João da Madeira ist eine Schule nach ihm benannt. Dort ist seine Büste aufgestellt.
Correia ist nicht zu verwechseln mit dem gleichnamigen João da Silva Correia (Romanist) (1891–1937).

## Werke
- Farândola, Lissabon 1944 (Erzählungen) (2. Aufl., hrsg. von Renato Figueiredo, S. João da Madeira 1985)
- Porta Aberta, Lissabon 1949 (2. Aufl., hrsg. von Renato Figueiredo, S. João da Madeira 1986)
- Unhas Negras, Lissabon 1953 (2. Aufl., hrsg. von Renato Figueiredo, S. João da Madeira 1984, 2003)
- Os Outros, Lissabon 1956  (2. Aufl., hrsg. von Renato Figueiredo, S. João da Madeira 1989)
- Um Minuto de Silêncio, Lissabon 1962